# رون جونسون (كرة سلة)
رون جونسون (بالإنجليزية: Ron Johnson)‏ مواليد 20 يوليو 1938 في هالوك - الوفاة 1 فبراير 2015، كان لاعب كرة سلة أمريكي. تم اختياره من قبل فريق ديترويت بيستونز خلال الدرافت. بلغ طوله 6 قدم 8 بوصة (2.0 م). لعب مع ديترويت بيستونز ولوس أنجلوس ليكرز.

## روابط خارجية
- رون جونسون على موقع إن بي أي (الإنجليزية)
- رون جونسون على موقع سبورتس رفرنس (الإنجليزية)
- رون جونسون على موقع كلية كرة السلة في سبورتس رفرنس.كوم (الإنجليزية)
- رون جونسون على موقع ريلجم (الإنجليزية)
- رون جونسون على موقع بروبوليرز (الإنجليزية)